# Luca Pisaroni
Luca Pisaroni (geboren am 8. Juni 1975 in Ciudad Bolívar, Venezuela) ist ein italienischer Opernsänger (Bassbariton), der an bedeutenden Opernhäusern singt und für seine Mozart-Interpretationen bekannt wurde. Er wohnt in Wien.

## Leben
Als Pisaroni vier Jahre alt war, übersiedelte seine Familie von Venezuela in die norditalienische Kleinstadt Busseto, in der einst Giuseppe Verdi lebte und wirkte. Sein Vater besaß eine Autoreparaturwerkstätte, seine Mutter arbeitete als Lehrerin. Der Sänger sagt über seine zweite Heimatstadt, in ihr spüre „man den Geist Verdis in allen Ecken und Enden“. Daher stamme auch seine Leidenschaft für die Oper. Er ging regelmäßig mit seinem Großvater in die Oper und wusste bereits im Alter von 11 Jahren, dass er Opernsänger werden wollte. Nach dem Schulunterricht ging er am Nachmittag oft in die Musikakademie von Carlo Bergonzi, bei dessen Meisterklassen er zuhören durfte. „Technisch gesehen studierte ich nicht bei Bergonzi, ich war zu jung. Aber ich beobachte fast jeden Nachmittag seinen Unterricht, und dabei lernte ich eine Menge über Diktion, Phrasierung und wie man seine Stimme einsetzen kann, um mit dem Publikum zu kommunizieren.“ Daher sieht Pisaroni den italienischen Tenor als seinen ersten Lehrer.

### Ausbildung und Debüt
Nach Studien am Conservatorio Giuseppe Verdi von Mailand, wo er sich nicht wohl fühlte, übersiedelte er für ein Jahr nach Buenos Aires, wo er bei Renato Sassola und Rozita Zozulya Unterricht nahm, und schließlich nach New York. Sein Debüt erfolgte 2001 am Stadttheater Klagenfurt, in der Titelpartie von Mozarts Le nozze di Figaro. Im selben Jahr erhielt er den Förderpreis der Eberhard-Waechter-Medaille. Rasch kristallisierte sich heraus:  Mozart stellt den Schwerpunkt des künstlerischen Schaffens des Sängers dar, sein Repertoire reicht allerdings bis in die Welt der Barock-Opern zurück und bis zu Gioachino Rossini (und fallweise bis Giacomo Puccini) voraus.

### Salzburger Festspiele
Schon im Sommer 2002 folgte sein Debüt bei den Salzburger Festspielen, als Masetto im Don Giovanni mit Nikolaus Harnoncourt am Pult, sowie in zwei konzertanten Aufführungen als Douglas d'Angus in Rossinis La donna del lago. Dies sollte sowohl sein Durchbruch sein, als auch der Beginn einer langjährigen Zusammenarbeit mit den Salzburger Festspielen. Pisaroni sang in Salzburg 2003 erneut den Masetto und erstmals den Publio in La clemenza di Tito, beide Rollen in Inszenierungen von Martin Kušej, 2005 Herold und Hercule in Lullys Alceste, 2006 erneut Masetto und Publio. 2007 und 2009 war er der Figaro der Festspiele, 2013 der Guglielmo in Così fan tutte, 2014 der Leporello im Don Giovanni, 2015 der Graf in Le nozze di Figaro.

### Mozart
Heute ist Pisaroni ein weltweit gefragter Mozart-Sänger: Den Publio sang er auch beim Festival d’Aix-en-Provence und an der Metropolitan Opera in New York. Am Théâtre des Champs-Elysées trat er wieder als Papageno in Die Zauberflöte auf.
Den Leporello verkörperte er am Teatro Real in Madrid, an der Opéra Bastille in Paris, beim Glyndebourne Festival, in Tanglewood unter James Levine und im Festspielhaus Baden-Baden unter Yannick Nézet-Séguin, sowie an der Met und in Salzburg. Seine Paraderolle – der Figaro – sang er bereits in mehr als 150 Vorstellungen. Sie führte den Sänger von Klagenfurt zur Santa Fe Opera und zur San Francisco Opera, nach Paris und an die Met, sowie erstmals an die Wiener Staatsoper. 2011 debütierte er an der Houston Grand Opera als Graf Almaviva in Le nozze di Figaro, als Gegenspieler der Titelpartie. Seither singt er alternierend beide Rollen – den Figaro an der Bayerischen Staatsoper in München, am Royal Opera House Covent Garden in London und im Sultanat Oman, den Grafen Almaviva in Paris, Madrid, Wien und demnächst San Francisco. In der dritten Da-Ponte-Oper Mozarts – Così fan tutte – übernahm er 2006 den Guglielmo an De Nederlandse Opera in einer Inszenierung von Jossi Wieler und beim Glyndebourne Festival in einer Inszenierung von Nicholas Hytner, schließlich auch 2013 in Salzburg in einer Inszenierung von Sven-Eric Bechtolf.
Zu Pisaronis Mozart-Repertoire zählen auch der Nardo und der Cassandro in den Frühwerken La finta giardiniera und La finta semplice.

### Barock
Barockopern stellten lange Jahre den zweiten Schwerpunkt von Pisaronis Repertoire dar. Er sang in einer Reihe von Händel-Opern, so den Tiridate im Radamisto an der Houston Grand Opera, den Achilla in Giulio Cesare an der Opera Colorado, den Melisso in Alcina an der Opéra Bastille in Paris, weiters den Claudio in Agrippina, den Zoroastro in Orlando, den Argante im Rinaldo, den Garibaldo in Rodelinda und schließlich 2008 den Re im Ariodante am Theater an der Wien. An diesem Haus reüssierte er 2011 auch als Pollux in Jean-Philippe Rameaus Castor et Pollux reüssierte, an der Met verkörperte er den Caliban im Barock-Pasticcio The Enchanted Island. An De Nederlandse Opera gastierte er schließlich 2012 in Francesco Cavallis Ercole amante.
Diese Periode scheint abgeschlossen, da der Sänger meint, er habe zwar diese Periode genossen, aber in der Barockmusik gehe es „immer darum, leicht und hoch zu singen. Es gibt zu wenige lange Noten, die gehalten werden müssen. Wenn man sich zu sehr auf dieses Repertoire konzentriert, machen einem die großen Legato-Bögen im 19. Jahrhundert Probleme.“

### Belcanto bis Puccini
Nur selten tritt Pisaroni in Belcanto- und Verismo-Rollen auf. In Santiago de Chile und an der Met übernahm er den Alidoro in Rossinis Cenerentola, am Opernhaus Zürich und an der Wiener Staatsoper sang er den Enrico VIII in Donizettis Anna Bolena. Als beste Inszenierung, an der er je beteiligt war, bezeichnet Pisaroni die Titelrolle in Rossinis Maometto II im Jahr 2012 an der Santa Fe Opera.
Konzertant sang er im Frühjahr 2013 im Wiener Konzerthaus den Paolo Albiani in Verdis Simone Boccanegra, an der Seite seines Schwiegervaters Thomas Hampson, der die Titelrolle übernahm. Von Puccini verkörperte er bislang nur den Colline in La Bohème.

### Im Konzertsaal
Auch für die Konzertkarriere des Künstlers war Salzburg entscheidend und ausschlaggebend: Er debütierte bei den Pfingstfestspielen 2002 in Haydns Nelsonmesse und sang die Bass-Soli in Johann Michael Haydns Requiem (in einer Mozart-Matinee bei den Sommerfestspielen 2004), in Mozarts C-Moll-Messe (2005) und in Johann Adolph Hasses Oratorium I pellegrini al sepolcro di Nostro Signore (bei den Pfingstfestspielen 2008). Es dirigierten Sigiswald Kuijken, Ivor Bolton, Marc Minkowski und Riccardo Muti.
Mit den Berliner Philharmonikern unter Nikolaus Harnoncourt war Pisaroni als Zebul in Händels Jephtha zu hören. Er sang in Niccolò Piccinnis Iphigénie en Tauride (mit dem  Orchestre National de France), in Mozarts Krönungsmesse (im Théâtre des Champs-Elysées) und in Vivaldis Orlando furioso (in Toulouse und Brüssel), letztere mit Jean-Christophe Spinosi am Pult.
Pisaroni widmet sich auch dem Liedgesang, insbesondere dem Werk von Franz Schubert, dem er sich auf Grund seines Wohnsitzes besonders verbunden fühlt. Bei seinen Liederabenden interpretiert er aber auch Beethoven, Reichardt, Brahms und Liszt.

„Wir Italiener haben ja keine reiche Liedtradition, unsere Lieder sind qualitativ mit den deutschen nicht zu vergleichen. Mir waren Schubert, Schumann, Mahler immer sehr nahe. Aber man kann sich vorstellen, wie viel Angst ein Italiener hat, wenn er sich diesem heiklen Repertoire nähert!“

Liederabende gab Pisaroni bislang unter anderem in Amsterdam, Hamburg, in der Londoner Carnegie Hall, in Vancouver, Washington und Wien.

## Persönliches
Während der Salzburger Don Giovanni-Vorstellungen im Jahr 2002 lernte er Catherine Herberstein kennen, die Tochter von Thomas Hampson, dem Titelhelden dieser Produktion. Die beiden heirateten und Pisaroni übersiedelte zu seiner Frau nach Wien.
Nach der Trennung im Jahr 2022 ließen sie sich im Dezember 2023 scheiden.
Der Sänger hat zwei Hunde – Lenny und Tristan – deren Reiseleben ausführlich in der Sparte Dogs on the Road seiner Website dokumentiert ist.

## Diskografie (Auswahl)
- Cavalli: Ercole amante –  Ivor Bolton – De Nederlandse Opera, Amsterdam (DVD)
- Donizetti: La Cenerentola – Alberto Zedda; mit Joyce DiDonato, Bruno Pratico, José Manuel Zapata; Naxos 2005
- Haydn: Requiem – Bolton
- Händel: La Resurrezione – Emmanuelle Haim, Le Concert D'Astree
- Händel: Rinaldo – Ottavio Dantone – Glyndebourne Festival (DVD)
- Martín y Soler: Il burbero di buon cuore – Christophe Rousset (DVD)
- Mozart: Così fan tutte – Ádám Fischer – Glyndebourne (DVD)
- Mozart: Così fan tutte –  Ingo Metzmacher, De Nederlandse Opera (DVD)
- Mozart: Don Giovanni – Daniel Harding – Salzburger Festspiele (DVD) (Masetto)
- Mozart: Don Giovanni – Wladimir Jurowski – Glyndebourne (DVD) (Leporello)
- Mozart: Don Giovanni – Yannick Nézet-Séguin, Mahler Chamber Orchestra (Leporello)
- Mozart: Le nozze di Figaro – René Jacobs – París (DVD)
- Mozart: Le nozze di Fígaro – Metzmacher – Amsterdam (DVD)
- Mozart: La clemenza di Tito – Nikolaus Harnoncourt – Salzburg (DVD)
- Mozart: C-Moll-Messe – Louis Langrée, Le Concert d'Astrée
- Rossini: La cenerentola – Zedda, Deutsche Radio Philharmonie Saarbrücken Kaiserslautern

## Auszeichnungen
- 2001: Eberhard-Waechter-Medaille, Förderpreis
- 2013: International Opera Award, Nominierung als bester Sänger
- 2014: International Opera Award, Nominierung als bester Sänger